# Parantongila
Parantongila là một chi bọ cánh cứng trong họ Chrysomelidae.
Chi này được miêu tả khoa học năm 1932 bởi Laboissiere.

## Các loài
Chi này gồm các loài:
- Parantongila pilifera Laboissiere, 1932